# Nikola Vončina
Nikola Vončina (Šibenik, 7. listopada 1934. – Zagreb, 2. siječnja 2016.) bio je hrvatski povjesničar radija i televizije, književnik i redatelj. Pisao je studije, eseje i leksikografske članke. Bio je suscenarist televizijske serije Tuđinac.

## Životopis
Nikola Vončina diplomirao je 1957. na Pravnome fakultetu i na Odsjeku režije Akademije dramske umjetnosti Sveučilišta u Zagrebu, a doktorirao 1986. na Filozofskome fakultetu Sveučilišta u Zagrebu.
Radio je kao asistent režije, dramaturg, redatelj i urednik na Radioteleviziji Zagreb, ravnatelj i dramaturg Zagrebačkog kazališta mladih, dramaturg i urednik na Drugome programu i u Dramskoj redakciji Televizije Zagreb, odgovorni urednik Umjetničkoga programa Hrvatske televizije, voditelj poslova sabiranja i izučavanja povijesne građe o Hrvatskoj radioteleviziji.
Književnim prilozima, stručnim i znanstvenim radovima s područja književnosti, teatrologije, povijesti i teorije radija i televizije općenito te radiofonije i hrvatske radiodrame zastupljen je u časopisima, zbornicima i leksikografskim edicijama. Bio je glavni i odgovorni urednik mjesečnika »Polet« i glavni urednik »Godišnjaka Hrvatske radiotelevizije«. Napisao je, dramatizirao ili obradio više tekstova za radijsku i televizijsku izvedbu.
Uz pedesetak radiodramskih režija ostvario je i više scenskih. Nagradu grada Zagreba dobio je za režiju radiodrame »Krik« Ivice Ivanca (1963.) i za gramofonsku ploču i kasetu »Svjetla za daljine« s njegovim izborom poezije Dobriše Cesarića (1989.). Godine 2003. dobio je nagradu Petar Brečić za knjigu Prilozi za povijest radija i televizije u Hrvatskoj.
Član je Društva hrvatskih književnika, PEN-a i Savjeta za kazalište, ﬁlm, radio i televiziju Hrvatske akademije znanosti i umjetnosti. Nekoliko je puta bio u stručnom povjerenstvu za dodjelu nagrade za dramsko djelo "Marin Držić".

## Djela
- Odnosi, Novi Sad 1961.
- »Pod Mliječnom šumom« Dylana Thomasa u povijesti i teoriji europske radiofonije, Zagreb 1982.
- Radio Zagreb 1926. – 1941. Prilozi za povijest radija u Hrvatskoj, Zagreb 1986.
- Hrvatska radio-drama do 1957. Komparativni pregled, Zagreb 1988.
- Kazalište, radio, televizija, Zagreb 1990.
- Osebujna dramaturgija, Zagreb 1993.
- Stvaralaštvo svjetskog ugleda, Zagreb 1995.
- Doba raznolikosti, Zagreb 1996.
- Dvanaest prevratnih godina: 1941. – 1953. Prilozi za povijest radija u Hrvatskoj II, Zagreb 1997.[7]
- Antologija hrvatske radiodrame I, Zagreb 1998.[8]
- TV osvaja Hrvatsku. Prilozi za povijest radija i televizije u Hrvatskoj III (1954. – 1958.), Zagreb 1999.
- Antologija hrvatske radiodrame II, Zagreb 2000.[8]
- RTV Zagreb 1959. – 1964. Prilozi za povijest radija i televizije u Hrvatskoj IV, Zagreb 2001.
- Najgledanije emisije 1964. – 1971. Prilozi za povijest radija i televizije u Hrvatskoj V, Zagreb 2003.
- Emisije RTV Zagreb 1964. – 1971. Drugi dio. Prilozi za povijest radija i televizije u Hrvatskoj VI, Zagreb 2005.
- Doba »krugovaša«. Ljetopis hrvatske radiodrame od 1964. do 1968., Zagreb 2006.
- Doba inovacija. Ljetopis hrvatske radiodrame od 1968. do 1971., Zagreb 2008.
- Hrvatske TV drame i serije. 1956. – 1971., Zagreb 2011.

## Vanjske poveznice
- Vončina, Nikola Hrvatska enciklopedija. LZMK